# Tipula paloides
Tipula paloides är en tvåvingeart som beskrevs av Alexander 1940. Tipula paloides ingår i släktet Tipula och familjen storharkrankar. Inga underarter finns listade i Catalogue of Life.